# 2016 na música
Esta é uma relação de eventos notórios que decorreram no ano de 2016 na música

## Acontecimentos
- 1 de Janeiro - Joelma inicia sua carreira solo e se despede da extinta Banda Calypso.
- 7 de fevereiro - A banda britânica Coldplay, com participação de Beyoncé e Bruno Mars, atuaram durante o show do intervalo da 50ª edição do Super Bowl, em Santa Clara, Califórnia.[1]
- 28 de janeiro - Rihanna quebra hiato de quarto anos desde o último lançamento com o aguardado álbum, "Anti".
- 15 de fevereiro - Decorreu a 58.ª gala da cerimónia de entrega de prémios Grammy Awards, no Staples Center em Los Angeles, Califórnia.[2]
- 24 de fevereiro - Sucedeu-se a 36.ª edição dos prémios britânicos Brit Awards.[3]
- 29 de fevereiro - Óscar de melhor canção original é entregue a "Writing's on the Wall", interpretada por Sam Smith.[4]
- 20 de Maio - A cantora norte-americana Ariana Grande lança seu terceiro álbum de estúdio, Dangerous Woman.
- 26 de Agosto - Britney Spears lança o seu aclamado 9º álbum de estúdio "Glory".
- 7 de outubro - Barry Gibb, unico integrante vivo dos Bee Gees, lança seu primeiro álbum após o fim da banda: In the now.
- 7 de outubro - é lançado Revolution Radio o 12º álbum da banda norte-americana de rock Green Day
- 21 de outubro - Lady Gaga lança seu 5º álbum de estúdio "Joanne".
- 26 de novembro - O Album Dangerous, de Michael Jackson comemora 25 anos.
- Michael Jackson, mesmo depois de 7 anos de sua morte, é o artista que mais faturou nesse ano, mesmo entre os vivos.
- 19 de dezembro - Camila Cabello deixa o grupo Fifth Harmony.[5]
- É formada A Banda Zoka

## Obras de sucesso
Canções que lideraram na Billboard Hot 100:
- "Hello" - Adele (10 semanas no total; 7 semanas em 2015 e 3 semanas em 2016)
- "Sorry" - Justin Bieber (3 semanas)
- "Love Yourself" - Justin Bieber (2 semanas não consecutivas; melhor desempenho em 2016)
- "Pillowtalk" - Zayn (1 semana)
- "Work" - Rihanna com Drake (9 semanas consecutivas)
- "Panda" - Desiigner (2 semanas)
- "One Dance" - Drake com Wizkid e Kyla (10 semanas no total; 9 semanas consecutivas)
- "Can't Stop the Feeling!" - Justin Timberlake (1 semana)
- "Cheap Thrills" - Sia com Sean Paul (4 semanas)
- "Closer" - The Chainsmokers com Halsey (12 semanas; foi a música que mais liderou este ano)
- "Black Beatles" - Rae Sremmurd com Gucci Mane (6 semanas)

## Mortes
- 5 de janeiro - Pierre Boulez, 90, maestro e compositor[6]
- 10 de janeiro - David Bowie, 69, cantor, músico, ator e produtor.[7]
- 18 de janeiro - Glenn Frey, 67, guitarrista e compositor.[8]
- 4 de fevereiro - Maurice White, 74, músico e produtor.[9]
- 13 de fevereiro - Kris Leonard, Frankie Coulson, Jonny Gibson e Jack Dakin; integrantes da banda Viola Beach.
- 16 de fevereiro - Paul Gordon, 52, músico e compositor.[10]
- 26 de fevereiro - Chico Rey, 63, cantor sertanejo.
- 8 de março - George Martin, 90, produtor musical, arranjador e compositor.
- 9 de março - Naná Vasconcelos, 71, percussionista.
- 10 de março - Keith Emerson, 71, tecladista.
- 23 de março - Phife Dawg, 45, rapper.[11]
- 3 de abril - Kōji Wada, 42, cantor de animesongs.
- 7 de abril - Jimmie Van Zant, 59, músico.
- 21 de Abril - Prince, 57, cantor, multi-instrumentista e dançarino norte-americano.
- 24 de Abril
  - Papa Wemba, 66, cantor, autor, compositor congolês.
  - Fernando Faro, 88, produtor musical
  - Billy Paul, 81, cantor.
- 15 de Maio - Caubi Peixoto, 85, cantor e compositor.
- 21 de maio - Nick Menza, 51, baterista.
- 29 de maio
  - Mário Sérgio Ferreira, 58, cantor e vocalista do Fundo de Quintal.
  - Renan Ribeiro, 26, cantor sertanejo e ex-participante do The Voice Brasil.
- 1 de junho - Manoel Ferreira, 86, Autor de marchinhas consagradas por Silvio Santos.
- 8 de junho - My Boy, sonoplasta.[12]
- 11 de junho - Christina Grimmie, 22, cantora e ex-participante do The Voice.
- 5 de agosto - Vander Lee, 50, cantor e compositor brasileiro.
- 17 de agosto - James Woolley, 50, tecladista do Nine Inch Nails.
- 20 de agosto
  - Matt Roberts, 38, ex-guitarrista do 3 Doors Down.
  - Tom Searle, 28, guitarrista do Architects.
- 28 de agosto - Juan Gabriel, 66, cantor e compositor.
- 10 de setembro - Pecu Cinnari, 50, baterista da banda finlandesa Tarot.
- 14 de setembro - Don Buchla, 79, pioneiro no uso de sintetizadores.[13]
- 17 de setembro - Wagner Giudice, 52, vocalista da banda Abutre.
- 19 de setembro - Peninha, 66, percussionista do Barão Vermelho.
- 24 de setembro - Buckwheat Zydeco, 68, acordeonista.
- 9 de outubro - Michiyuki Kawashima, 47, vocalista e guitarrista do Boom Boom Satellites.
- 23 de outubro - Pete Burns, 57, vocalista do Dead or Alive.
- 24 de outubro - Bobby Vee, 73, cantor e compositor.
- 2 de novembro - Mikuru, guitarrista da banda RAVE.[14]
- 4 de novembro - Eddie Harsch, 59, tecladista da banda The Black Crowes.
- 7 de novembro - Leonard Cohen, 82, cantor e compositor canadense.
- 14 de novembro - Leon Russell, 74, tecladista.
- 18 de novembro - Sharon Jones, 60, cantora.[15]
- 26 de novembro - Roberto Corrêa, 76, cantor e integrante do Golden Boys.[16]
- 1 de dezembro - Roberto Lly, 57, músico e produtor musical.[17]
- 8 de dezembro - Greg Lake, 69, baixista do Emerson Lake & Palmer
- 24 de dezembro - Rick Parfitt, 68, guitarrista do Status Quo
- 25 de dezembro - George Michael, 53, cantor, músico e compositor.